# Gare d'Acquigny
La gare d'Acquigny est une gare ferroviaire, fermée, des lignes de Saint-Georges-Motel à Grand-Quevilly et d'Évreux-Embranchement à Acquigny, située sur le territoire de la commune d'Acquigny, dans le département de l'Eure en région Normandie.

## Situation ferroviaire
Établie à 18 mètres d'altitude, la gare d'Acquigny était située au point kilométrique (PK) 64,900 de la ligne de Saint-Georges-Motel à Grand-Quevilly, entre les gares d'Heudreville et de Louviers ; elle était aussi le terminus de la ligne d'Évreux-Embranchement à Acquigny, située au point kilométrique (PK) 22,100, après la halte d'Amfreville.
Elle disposait de trois voies et de deux quais ; seule une voie subsiste de nos jours.

## Histoire
La gare d'Acquigny est mise en service le 10 mai 1872, avec les ouvertures simultanées de la ligne d'Évreux-Embranchement à Acquigny (déclarée d'intérêt public préalablement le 1er mai 1869), et de la section de Louviers à Acquigny de la ligne de Saint-Georges-Motel à Grand-Quevilly (déclarée d'utilité publique le 1er mai 1869). La section entre Saint-Georges-Motel et Acquigny est ouverte le 1er mai 1873, mais il faut attendre le 8 janvier 1883 pour qu'Acquigny soit reliée à la gare de Rouen-Orléans
Le service voyageurs est supprimé le 1er mars 1940 entre Évreux et Acquigny, et le 1er juillet 1950 entre Bueil, Acquigny et Louviers. Les voies n'ont jamais été déclassées si bien qu'elles subsistent à Acquigny.

## Patrimoine ferroviaire
Le bâtiment voyageurs d'origine est toujours présent, réaffecté, il accueille désormais une entreprise d'informatique.

## Dans la culture

### Cinéma
La spectaculaire scène de télescopage entre deux trains, du film Le Train (The Train) (film américain de John Frankenheimer avec Burt Lancaster, Paul Scofield, Michel Simon, Jeanne Moreau) fut tournée en 1964 à l'aide de sept caméras, en gare d'Acquigny.